# Euphorbia maddenii
Euphorbia maddenii — вид рослин із родини молочайних (Euphorbiaceae), зростає у Гімалаях.

## Опис
Це висхідна або прямовисна гола однорічна або іноді багаторічна трава заввишки до 30 см, але частіше заввишки 10–20 см, часто стає сильно розгалуженою від основи. Стеблові листки чергові, сидячі; листові пластини від яйцювато-лопаткоподібних до округло-яйцеподібних,  0.5–3.7 × 0.2–1 см, тупі або закруглені на верхівці, звужені до основи, цілі. Псевдо-зонтики 3(5) променеві. Період цвітіння: квітень — червень; період плодоношення: (травень)червень — вересень. Плоди округло-трійчасті, 2.5 × 2.5–3 мм, гладкі, блідо-зелені. Насіння яйцеподібне, 2 × 1.25 мм, округло-шестикутне, поздовжньо жолобчасте, блідо-сіре або білувате.

## Поширення
Зростає у Гімалаях: Непал, Пакистан, Західні Гімалаї Індії.